# Liste des médaillés français aux championnats du monde de trampoline
- Cet article est partiellement ou en totalité issu de l'article intitulé « Gymnastique en France » (voir la liste des auteurs).

La liste complète des médaillés français aux championnats du monde de trampoline. Seules sont indiquées les éditions durant lesquelles les gymnastes français ont obtenu au moins une médaille.
Tableau mis à jour après les championnats du monde de Saint-Pétersbourg en 2018.
| Lieux (Année)            | Épreuve         | Épreuve                           | Épreuve                                                             | Épreuve                 | Épreuve                 |
| Lieux (Année)            | Individuel      | Synchronisé                       | Par équipe                                                          | Double-Mini             | Double-Mini par équipe  |
| ------------------------ | --------------- | --------------------------------- | ------------------------------------------------------------------- | ----------------------- | ----------------------- |
| Johannesburg (1974)      | Richard Tison   |                                   | non inclus au programme                                             | non inclus au programme | non inclus au programme |
| Tulsa (1976)             | Richard Tison   |                                   | non inclus au programme                                             |                         | non inclus au programme |
| Brigue (1980)            |                 | Lionel Pioline Daniel Péan        | non inclus au programme                                             |                         | non inclus au programme |
| Bozeman (1982)           |                 |                                   | pas d'information sur la composition de l'équipe                    |                         |                         |
| Osaka (1984)             | Lionel Pioline  | Lionel Pioline Daniel Péan        | pas d'information sur la composition de l'équipe                    |                         |                         |
| Paris (1986)             | Lionel Pioline  | Hubert Barthod Lionel Pioline     | pas d'information sur la composition de l'équipe                    |                         |                         |
| Birmingham (1988)        |                 | Hubert Barthod Lionel Pioline     |                                                                     |                         |                         |
| Auckland (1992)          |                 |                                   | Fabrice Hennique Jean-Pierre Thorn Fabrice Schwertz Denis Passemard |                         |                         |
| Porto (1994)             |                 |                                   | Fabrice Hennique Jean-Pierre Thorn Fabrice Schwertz Denis Passemard |                         |                         |
| Vancouver (1996)         | Emmanuel Durand | David Martin Emmanuel Durand      | Fabrice Hennique Guillaume Bourgeon David Martin Emmanuel Durand    |                         |                         |
| Sydney (1998)            | Emmanuel Durand | David Martin Emmanuel Durand      | Sébastien Laïfa Guillaume Bourgeon David Martin Emmanuel Durand     |                         |                         |
| Sun City (1999)          | David Martin    |                                   |                                                                     |                         |                         |
| Odense (2001)            |                 |                                   | Mickaël Jala Guillaume Bourgeon David Martin Sébastien Laïfa        |                         |                         |
| Hanovre (2003)           | David Martin    |                                   |                                                                     |                         |                         |
| Québec (2007)            |                 |                                   | Mickael Jala David Martin Sébastien Martiny Gregoire Pennes         |                         |                         |
| Saint-Pétersbourg (2009) |                 | Sébastien Martiny Grégoire Pennes |                                                                     |                         |                         |
| Metz (2010)              |                 | Sébastien Martiny Grégoire Pennes | non inclus au programme                                             |                         | non inclus au programme |
| Odense (2015)            |                 | Sébastien Martiny Allan Morante   |                                                                     |                         |                         |
| Saint-Pétersbourg (2018) |                 | , Sébastien Martiny Allan Morante | non inclus au programme                                             |                         | non inclus au programme |